# Néré Walo
Néré Walo är en kommun i departementet Kaédi i regionen Gorgol i Mauretanien. Kommunen hade 10 366 invånare år 2013.